# Melker Johnsson
Albert Melker Heribert Johnsson, född 30 juli 1903 i Öckerö, död 30 september 1990, var en svensk litteraturvetare och författare. 
Johnsson doktorerade 1934 i litteraturhistoria på en avhandling om Gustaf af Geijerstam.  År 1943 kom Johnssons uppmärksammade bok Nietzsche och tredje riket, där han diskuterade den tyske filosofens ansvar för den nationalsocialistiska ideologin.
Johnsson var i sin ungdom engagerad inom vänstern. Han var bland annat med om att grunda Clarté i Lund 1922. Johnsson blev dock alltmer negativ till den kommunistiska ideologin, på grund av förtrycket i de realsocialistiska länderna. 
På 1970- och 1980-talet engagerade sig Johnsson starkt för mänskliga rättigheter i Östeuropa, vilket bland tog sig uttryck i böcker som Bättre röd än död? (1978), Dessa förföljda (1979) och Alexander Solzjenitsyn - mellan öst och väst (1986). 
Johnsson publicerade sig inom många genrer. Han skrev flera pjäser, till exempel Yrkesrevolutionären och Sol som fattas, liksom ett par essäsamlingar, som En klosterresa.